# 君士坦丁大帝

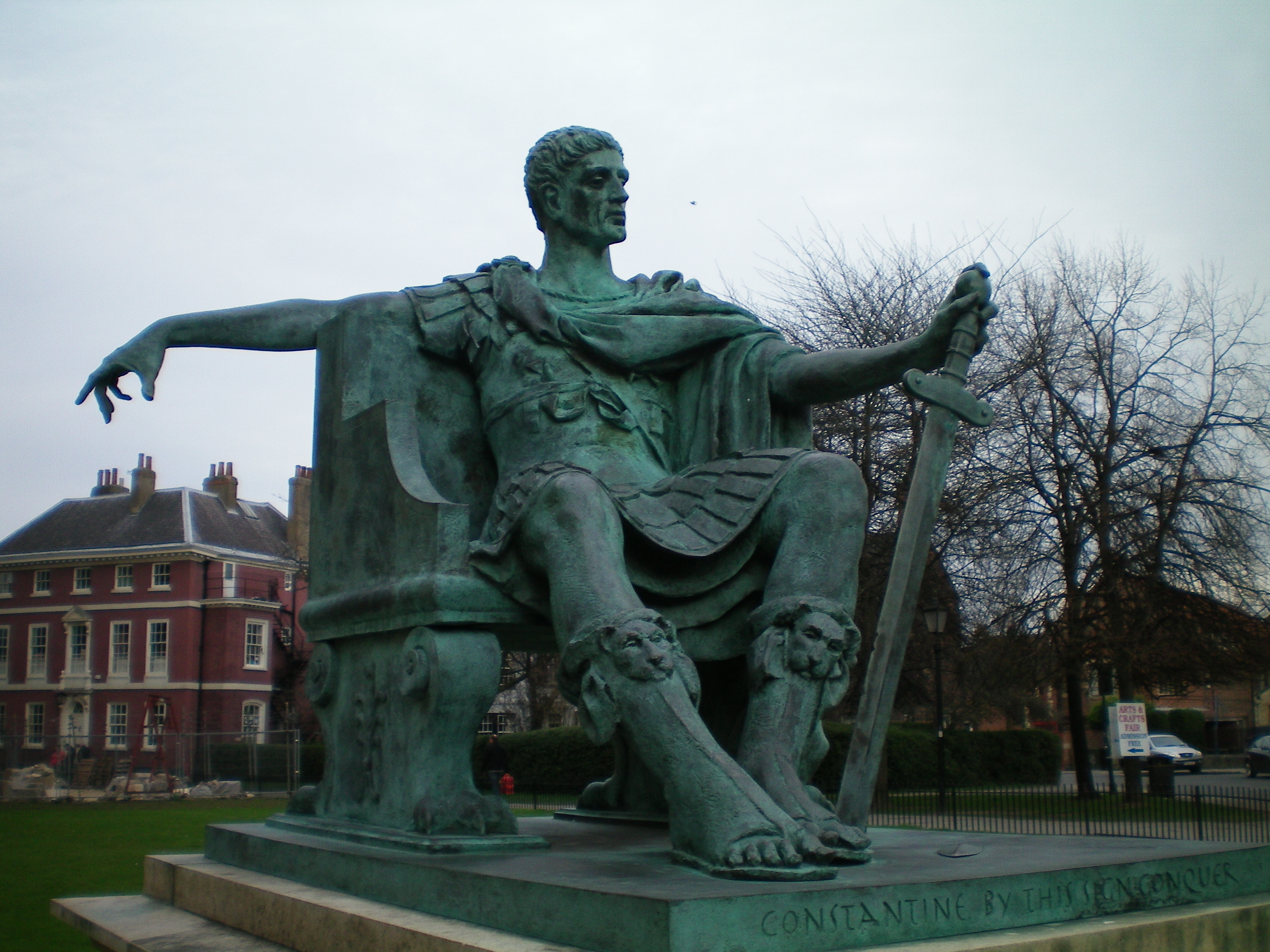
君士坦丁一世塑像，位於英國約克大教堂廣場

弗拉维乌斯·瓦莱里乌斯·奥勒里乌斯·君士坦丁（拉丁語：Flavius Valerius Aurelius Constantinus，272年2月27日—337年5月22日），常被稱為君士坦丁一世（拉丁語：Constantinus I）、君士坦丁大帝（拉丁語：Constantinus Magnus），基督宗教尊稱為伊利里亞的聖君士坦丁，羅馬帝國皇帝，306年至337年在位。他是第一位信仰基督宗教的罗马皇帝，在313年与李锡尼共同頒佈《米蘭敕令（Edict of Milan）》，承認在帝国轄境有信仰基督教的自由。
君士坦丁在内战中，击败马克森提乌斯和李锡尼，巩固皇位。统治期間，他对法兰克人、阿拉曼人、西哥特人和萨尔马提亚人的战役均取得勝利，并成功夺回在前一个世纪丧失的达基亚地区。他在拜占庭建立新皇宫，并将之命名为新罗马，但人们为尊君士坦丁之名，将此地称作君士坦丁堡。君士坦丁堡在此后一千年均为東羅馬帝國的首都，因此君士坦丁也被认为是东罗马帝国的创立者。
君士坦丁一世死後，他的三個兒子君士坦丁二世、君士坦提烏斯二世、君士坦斯一世分別繼承帝國的東、西、中三個部分，帝國一分為三。

## 早期事蹟

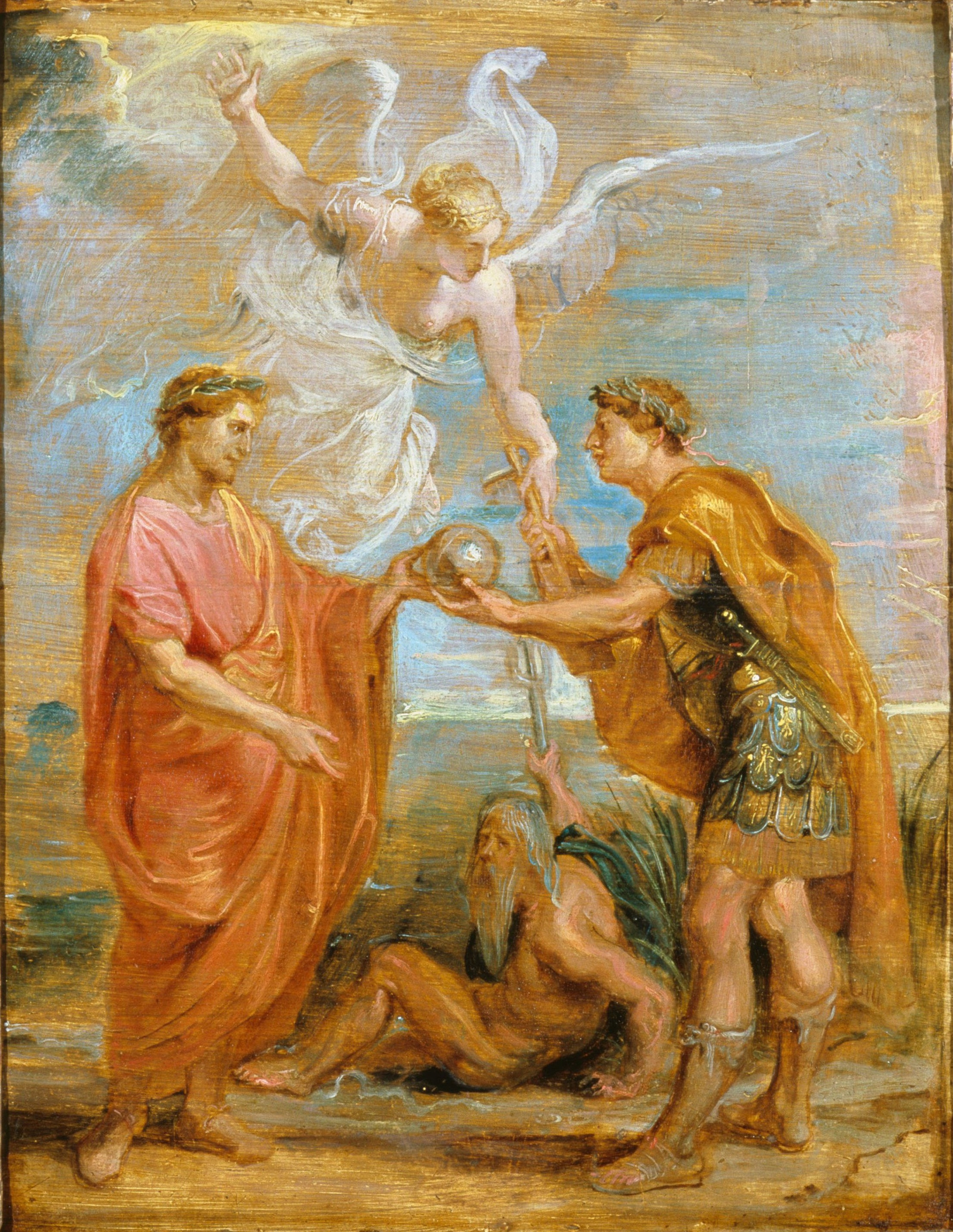
「君士坦提烏斯任命君士坦丁為繼任者」，彼得·保羅·魯本斯繪於1622年

君士坦丁出生于罗马帝国上麦西亚行省的内索斯（今塞尔维亚东部的尼什），在274年2月27日出生(也有可能是在272年)。他是帝国的西部奥古斯都（参见四帝共治制）君士坦提乌斯一世的长子。母亲海伦娜是一家小旅店的女仆，君士坦丁是她与父親的私生子。但英国历史学者爱德华·吉本的怀疑这种说法，他认为，海伦娜是这家小旅店的主人，她与君士坦提乌斯一世的婚姻是合法的。君士坦提乌斯一世是個寬容且有政治技巧的人，他統治下的地區對基督教的迫害較輕，君士坦丁和他父親共處的時間可能不長。不论如何，当293年君士坦提乌斯被帝國西部奥古斯都（皇帝）马克西米安任命为凱撒（副皇帝）后，他就离弃了海伦娜而与马克西米安之女狄奥多拉结婚。
君士坦丁年轻时，主要為帝國東部奧古斯都戴克里先在東方服役。305年東西兩部的奧古斯都戴克里先与马克西米安双双退位，君士坦丁奔赴不列颠，与已经升为奥古斯都的父皇会合。
305年，君士坦提烏斯渡海進入不列顛，前往該島的最北端，對皮克特人發動了軍事遠征，並於306年1月7日取得勝利，獲得稱號「不列顛尼克征服者二世」。君士坦提烏斯退到埃伯拉肯（約克）過冬後，原計畫繼續征戰，但於306年7月25日駕崩。臨終前，君士坦提烏斯向軍隊推薦他的兒子作為繼承人；因此，君士坦丁在約克被軍隊擁立為西部的奧古斯都。君士坦丁出兵控制了不列颠和高卢地区。但後來君士坦丁接受已升為東部奧古斯都的伽列里烏斯之命，改稱西部凱撒。307與310年君士坦丁又反覆自稱為羅馬西部的奧古斯都。

## 四帝之战
戴克里先的继承者、东部奥古斯都伽列里乌斯于311年死后，四位奥古斯都（四帝）：李锡尼、马克森提乌斯、馬克西米努斯和君士坦丁展开內戰。君士坦丁联合李锡尼反对马克森提乌斯。他越过阿尔卑斯山，占领意大利。312年10月28日，君士坦丁在台伯河上米爾維安大橋附近的决战（米爾維安大橋戰役）中击败马克森提乌斯。马克森提乌斯在逃跑中落水而死。313年，君士坦丁与李锡尼在麦地奥兰（即今日米兰）会晤。李锡尼与君士坦丁的同父异母姊妹君士坦提娅结婚，以巩固两人的同盟。两位奥古斯都同时签署了米兰敕令，给予基督教在帝国境内的合法地位。
313年，李锡尼在小亚细亚战胜馬克西米努斯，与君士坦丁瓜分了帝国。但是，他们之间的和睦仅仅维持了一年。两人都为独霸帝国而投入了新的战斗。314年发生的冲突未分胜负。324年君士坦丁击溃李锡尼，在李錫尼的妻子向君士坦丁苦苦求情下，李錫尼在生命無虞的保证下投降。然而君士坦丁在325年以阴谋叛变和私通蛮族的罪名将李锡尼绞死，从此成为罗马世界唯一的统治者。

## 政治活動
君士坦丁一世試圖取消戴克里先的四帝共治制，但帝國局勢的混亂迫使他任命自己的親信為共治者。君士坦丁一世最初任命長子克里斯普斯為凱撒，但後者由於受到繼母法伍斯塔的誣陷而於326年被處死。君士坦丁不久以通奸罪把法烏斯塔也處死，但任命她所生的三個兒子為凱撒：君士坦丁二世统治西班牙、高盧和不列顛；君士坦提烏斯二世统治亞洲和埃及；君士坦斯一世统治意大利和迦太基。君士坦丁一世實際上是繼承了戴克里先的做法。
在君士坦丁一世時代，羅馬帝國變成了軍事官僚國家。專橫跋扈的近衛軍被取消，代之以大量蠻族士兵加入帝國的軍隊。普通平民为逃避兵役竟采取自残的办法。臃肿的官僚系统更加庞大。颁布过一些保护贫民的法令，但由于普遍的目无法纪而很少得以实行。对奴隶的惩罚变本加厉：根据君士坦丁的法令，实际上已经恢复了主人杀死奴隶的权力（曾被哈德良皇帝废除）。各阶层的依附加大，农民被束缚于土地（332年法令），手工业者被束缚于城市，元老被固定在元老院裏。君士坦丁一世继续提倡戴克里先引入的东方专制君主的礼节（戴皇冠，臣民须向皇帝行跪拜礼等）。总而言之，君士坦丁完善了戴克里先的专制君主制度（Dominus），这种制度的目的是以公开的强制手段克服罗马的经济危机。
君士坦丁一世在313年和332年分别在西部边境和多瑙河沿岸击退了法兰克人和哥特人的入侵。

## 营建新都
戴克里先在王政时期选择了东方的尼科米底亚作为他的首都──离拜占庭不远，处于保卫色雷斯、亚洲和埃及的有利位置，所有这些地方都需要他的军事关注。君士坦丁在选择新首都时认识到了帝国从偏远、人口稀少的西部向东部富裕城市的转移，以及保护多瑙河免受野蛮人入侵和保护亚洲免受敌对的波斯入侵在军事战略上的重要性，同时他还能够监控黑海和地中海之间的航运。利西尼乌斯的失败代表着与基督教和拉丁语系罗马相对立的东方异教和希腊语政治活动中心的失败，因此有人建议建立一个新的东方都城，代表东方作为一个学习、繁荣和文化保护中心融入整个罗马帝国。在为新首都提出的各种地点中，君士坦丁似乎更早地考虑过塞迪卡（今索非亚），因为据说他说过 "塞迪卡是我的罗马"。
自公元324年开始，君士坦丁一世在拜占庭建立新都，命名为新羅馬，公元330年建成。此新都後來作為東羅馬帝國的首都，並改名為君士坦丁堡，在西羅馬帝國滅亡後仍存續一千年。

## 君士坦丁一世与基督宗教
君士坦丁从公元313年起崇慕基督宗教（並未受洗），並非常熱衷於協助基督宗教的發展。所屬於世界最著名的教堂也是在他的統治期間建成的，如伯利恒聖誕教堂（於333年完成）和耶路撒冷聖墓教堂（于335年祝圣）。他最早期的行動之一就是頒佈《米蘭敕令》，根據這部敕令，基督宗教成為一種合法的、自由的宗教。敕令還要求歸還先前迫害時期沒收的教會的財產。
頒佈《米蘭敕令》的目的並不是為了讓所有的人都有宗教信仰的自由。君士坦丁使基督宗教合法化也決不是為了使它成為正式的國教，但是他制訂的法律和其他的政策都有力地促進了它的發展。顯而易見，在他統治期間改信基督宗教會增大在政治上謀到高官顯位的可能性。他的法令免去基督教會神職人員的稅務和兵役，但在那之前，多神信仰的祭司們早就如此，君士坦丁也同樣免了猶太拉比的稅務和兵役。換言之，君士坦丁只是扶持基督宗教，但並沒有苛待包括多神信仰內在的其他合法宗教（religio licita）。
僅就君士坦丁作為羅馬第一位信仰基督宗教的皇帝所起的作用就可以使他在史冊中有一席之位。他允諾多神信仰自由，保證不破壞傳統神廟。當時的羅馬帝國官方依舊奉行對羅馬眾神的信仰，只是皇帝本人是基督徒。君士坦丁只禁止崇拜神化的皇帝，但在他本人死後，羅馬元老院照舊把他尊奉為神（diuus）。君士坦丁禁止基督徒官員以公共職務的名義執行傳統的多神崇拜禮儀。但他沒有迫害多神信眾，也沒有限制他們擔任公共職務，甚至多次在敕令和法令中重申這一點，只是每次都不忘補充說，他認為多神信仰是「迷信」（superstitio）。 他宣稱：「就讓那些受蒙蔽的人們享受和平吧，就讓每個人保有內心想要的東西吧！就讓誰也別折磨誰吧！」這些話似乎有效阻止了當時一些過於狂熱的基督徒前去破壞傳統慶典和神廟。《新羅馬史》的作者佐西姆斯稱他是不敬神的始作俑者，認為羅馬帝國因為接受基督的信仰，棄絕傳統諸神，而導致衰亡。
君士坦丁對基督教派也起到了重大的作用。君士坦丁召開了尼西亞會議──基督宗教第一次大公會議 （325年）。亞流（或称阿利烏；天主教称亚略）和亞他那修（兩位神學家提出了相互對立的學說）在會議中，重點是在於是否要讓耶穌擁有多少神性與確定三位一體。有些人說耶穌膝下有子，其實現在沒有足以支持此論點的文獻，但是，耶穌是凡人的傳言卻有可能是真的。所以，君士坦丁大帝為了使異端不再抗議，便舉辦此會議，並告訴現場所有人若將耶穌神化，異端份子便可能不再抗議。最後會議通過了《尼西亞信經》，結束了這場論戰。《尼西亞信經》成了正統的基督教學說。值得注意的是，雖然尼西亞大公會議的結論是支持亞他那修的，但亞他那修曾斥責君士坦丁為敵基督，君士坦丁之後轉而支持亞流派。
君士坦丁直到臨終時才肯正式信奉基督教受洗，他接受亞流派的洗禮，原因在於基督教信仰發展的初期信徒相信洗禮具有洗清罪惡之功效，在黑馬及游斯丁的時代，洗禮可以洗除以前一切的罪過這樣的思想已經相當普遍。但其中對於贖罪是指：只赦免受洗前的罪過或是對受洗後的罪依然有效，看法仍有許多分歧。但是普遍認為認為受洗後除罪的恩典只有一次機會，故君士坦丁才故意拖延，延至死前才受洗。至於多久之前他接受此信仰為他的思想中心已不可考。但即使按照當時的標準來說，他也是殘酷無情的—他的妻子和長子也都死在他的手下（此時他已受洗）。也許可以證明君士坦丁雖接受基督教，但並沒有真正基督信仰的精神，而只是順應了政治需要。戴克里先皇帝（284～305在位）大肆迫害基督徒，其手段連羅馬多神教信徒都難以茍同，然而當時基督教的勢力已非常強大，加上實行的成效不彰，即使用極端的手段也無法把它剷除，若無君士坦丁皈依，事態演變則難以估計。結果在他的鼓勵下，基督教的勢力和影響力迅速發展擴大，基督教就從少數人的宗教變成當時羅馬帝國的主流宗教。由此可見，君士坦丁是歐洲史與基督教史上舉足輕重的關鍵人物之一。
此外，有一份在中世纪早期以君士坦丁之名伪造的《君士坦丁獻土》，其內容是羅馬皇帝君士坦丁一世將羅馬一帶的土地贈送給教宗。在之后教宗与世俗皇权的权力斗争中也起了举足轻重的作用。八世紀時因此得到丕平贈與的義大利及倫巴底，聖座在12世紀時依此文件用來加強其在義大利的統治，到十五世紀時庫薩的尼各老樞機宣稱其為偽造的及作者不明的文件。

## 政策
君士坦丁制定的一些民法影響深厚。他創建的法律規定某些職業（如屠夫和麵包師）為世襲職業。他還頒佈一道法令禁止佃農離開租種的土地，亦即是把佃農變成了農奴，終生依附在那塊土地上。這道法令和類似的法律為奠定中世紀整個歐洲的奴隸社會結構起到了基礎作用。

#### 古代文献
- Eusebius of Caesarea.
  - Vita Constantini (The Life of the Blessed Emperor Constantine) ca. 336–39.

-   - Richardson, Ernest Cushing, trans. Life of Constantine. From Nicene and Post-Nicene Fathers, Second Series, Vol. 1. Edited by Philip Schaff and Henry Wace. Buffalo, NY: Christian Literature Publishing Co., 1890. Revised and edited for New Advent by Kevin Knight. Online at New Advent（页面存档备份，存于）. Retrieved 9 June 2009.
  - Life of the Blessed Emperor Constantine. 2009. Reprint of Bagster edition [1845]. Evolution Publishing. ISBN 978-1-889758-93-0. （页面存档备份，存于）
  - Cameron, Averil and Stuart Hall, trans. Life of Constantine. 1999. Oxford University Press. ISBN 978-0-19-814924-8.

- Lactantius, Liber De Mortibus Persecutorum (Book on the Deaths of the Persecutors) ca. 313–15.
  - Fletcher, William, trans. Of the Manner in Which the Persecutors Died. From Ante-Nicene Fathers, Vol. 7. Edited by Alexander Roberts, James Donaldson, and A. Cleveland Coxe. Buffalo, NY: Christian Literature Publishing Co., 1886. Revised and edited for New Advent by Kevin Knight. Online at New Advent（页面存档备份，存于）. Retrieved 9 June 2009.
- XII Panegyrici Latini（英语：Panegyrici Latini） (Twelve Latin Panegyircs) relevant panegyrics dated 289, 291, 297, 298, 307, 310, 311, 313 and 321.

#### 现代文献
- Barnes, Timothy D. Constantine and Eusebius. Cambridge, MA: Harvard University Press, 1981. ISBN 978-0-674-16531-1
- Barnes, Timothy D. The New Empire of Diocletian and Constantine. Cambridge, MA: Harvard University Press, 1982. ISBN * Elliott, T. G. "Constantine's Conversion: Do We Really Need It?" Phoenix 41 (1987): 420–438.
- Elliott, T. G. "Eusebian Frauds in the "Vita Constantini"." Phoenix 45 (1991): 162–171.
- Elliott, T. G. The Christianity of Constantine the Great . Scranton, PA: University of Scranton Press, 1996. ISBN 978-0-940866-59-1
- Jones, A.H.M. Constantine and the Conversion of Europe. Buffalo: University of Toronto Press, 1978 [1948].
- Lenski, Noel, ed. The Cambridge Companion to the Age of Constantine. New York: Cambridge University Press, 2006. Hardcover ISBN 978-0-521-81838-4 Paperback ISBN 978-0-521-52157-4
- Odahl, Charles Matson. Constantine and the Christian Empire. New York: Routledge, 2004. Hardcover ISBN 978-0-415-17485-5 Paperback ISBN 978-0-415-38655-5
- Pohlsander, Hans. The Emperor Constantine. London & New York: Routledge, 2004a. Hardcover ISBN 978-0-415-31937-9 Paperback ISBN 978-0-415-31938-6
- Pohlsander, Hans. "Constantine I (306 – 337 A.D.)（页面存档备份，存于）." De Imperatoribus Romanis (2004b). Retrieved 16 December 2007.
- Rodgers, Barbara Saylor. "The Metamorphosis of Constantine." The Classical Quarterly 39 (1989): 233–246.
- Southern, Pat. The Roman Empire from Severus to Constantine. New York: Routledge, 2001. ISBN 978-0-415-23944-8
- Wright, David H. "The True Face of Constantine the Great." Dumbarton Oaks Papers 41 (1987): 493–507